# Кульм (Північна Дакота)
Кульм (англ. Kulm) — місто (англ. city) в США, в окрузі Ламур штату Північна Дакота. Населення — 368 осіб (2020).

## Географія
Кульм розташований за координатами 46°18′8″ пн. ш. 98°56′48″ зх. д. / 46.30222° пн. ш. 98.94667° зх. д. (46.302247, -98.946635). За даними Бюро перепису населення США в 2010 році місто мало площу 0,99 км², уся площа — суходіл.

## Демографія
Згідно з переписом 2010 року, у місті мешкали 354 особи в 179 домогосподарствах у складі 91 родини. Густота населення становила 356 осіб/км². Було 248 помешкань (249/км²).
Расовий склад населення:
| - 97,7 % — білих - 0,3 % — корінних американців - 1,4 % — осіб інших рас |

До двох чи більше рас належало 0,6 %. Частка іспаномовних становила 4,5 % від усіх жителів.
За віковим діапазоном населення розподілялося таким чином: 21,5 % — особи молодші 18 років, 46,3 % — особи у віці 18—64 років, 32,2 % — особи у віці 65 років та старші. Медіана віку мешканця становила 51,3 року. На 100 осіб жіночої статі у місті припадало 84,4 чоловіків; на 100 жінок у віці від 18 років та старших — 82,9 чоловіків також старших 18 років.
Середній дохід на одне домашнє господарство становив 58 469 доларів США (медіана — 46 000), а середній дохід на одну сім'ю — 81 778 доларів (медіана — 60 781). Медіана доходів становила 39 375 доларів для чоловіків та 27 500 доларів для жінок. За межею бідності перебувало 5,8 % осіб, у тому числі 5,6 % дітей у віці до 18 років та 7,3 % осіб у віці 65 років та старших.
Цивільне працевлаштоване населення становило 133 особи. Основні галузі зайнятості: освіта, охорона здоров'я та соціальна допомога — 27,1 %, сільське господарство, лісництво, риболовля — 14,3 %, транспорт — 9,0 %, фінанси, страхування та нерухомість — 8,3 %.

## Персоналії
- Енджі Дікінсон (* 1931) — американська акторка.